# كارل فريدريش فيلهلم
كارل فريدريش فيلهلم (بالألمانية: Karl Friedrich Wallroth)‏ (و. 1792 – 1857 م) هو عالم نبات، وlichenologist، واخصائي فطريات من ألمانيا .
توفي في نوردهوزن .

## التعليم
تعلم في جامعة غوتنغن، وجامعة هاله